# Manaciînivka, Șîșakî
Manaciînivka (în ucraineană Маначинівка) este un sat în comuna Kuibîșeve din raionul Șîșakî, regiunea Poltava, Ucraina.

## Demografie
Componența lingvistică a localității Manaciînivka
     Ucraineană (96,61%)
     Rusă (3,39%)
Conform recensământului din 2001, majoritatea populației localității Manaciînivka era vorbitoare de ucraineană (96,61%), existând în minoritate și vorbitori de rusă (3,39%).